# Dave Krusen
Dave Krusen (Tacoma, 10 marzo 1966) è un batterista statunitense conosciuto per aver lavorato con i Pearl Jam, per il loro primo album Ten.

## Biografia
Fu anche il secondo batterista per i Candlebox, unendosi a loro nel 1997, dopo la partenza di Scott Mercado e ha suonato la batteria nella band Unified Theory per il loro album omonimo; ha formato una band a Seattle chiamata Novatone, che ha realizzato l'album Time Can't Wait. Suona la batteria per Cheyenne Kimball nella band di supporto. Loro stessi hanno da poco formato una band chiamata 1 Down 2 Accross.

## Discografia

### Pearl Jam
- Ten (1991)
- In Defense of Animals (ha suonato "Porch") (1993)
- Rock: Train Kept a Rollin (anche parte del box set Sony Music 100 Years: Soundtrack for a Century.)(1999)
- Lost Dogs ("Alone", "Hold On", "Yellow Ledbetter", "Wash", "Let Me Sleep", "Brother") (2003)
- Rearviewmirror: Greatest Hits 1991-2003 ("Once", "Alive", "Jeremy", "Black", "Yellow Ledbetter") (2004)

### Candlebox
- Happy Pills (1998)
- The Best Of Candlebox ("Happy Pills", "It's Alright", "Sometimes", "10,000 Horses") (2006)

### Caustic Resin
- Medicine Is All Gone (alcune) (1998)

### Unified Theory
- Unified Theory (2000)

### Thee Heavenly Music Association
- Shaping The Invisible (alcune) (2005)

### Novatone
- Novatone 2005

### Cheyenne Kimball
- The Day Has Come (alcune) (2006)